# Mont Utsugi
Pour les articles homonymes, voir Utsugi.
Le mont Utsugi (空木岳, Utsugi-dake) est une 100 montagnes célèbres du Japon. Située à la limite d'Ōkuwa, Iijima et Miyada dans la préfecture de Nagano, région du Chūbu au Japon, elle culmine à 2 864 m et fait partie des monts Kiso.

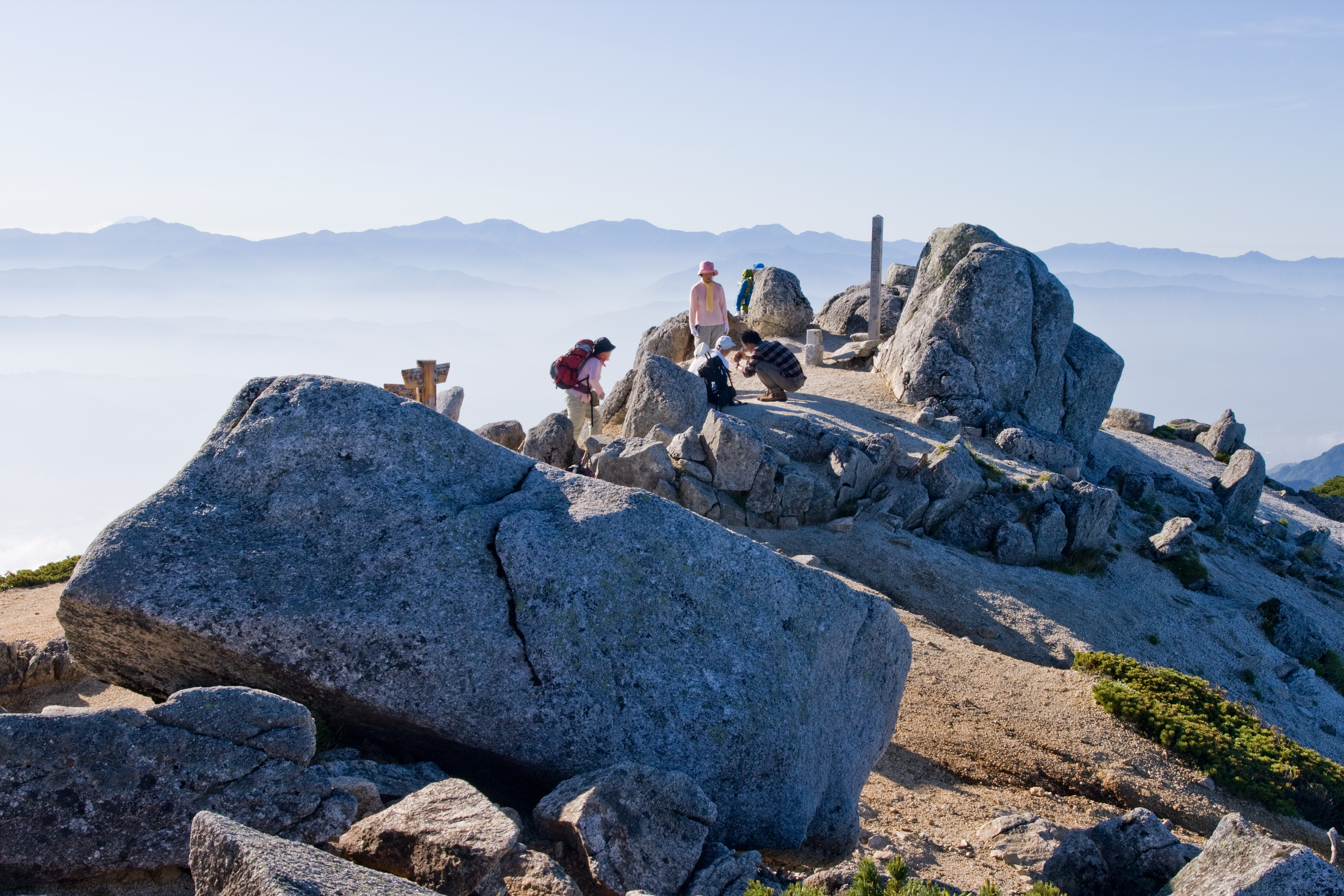
Le sommet du mont Utsugi.
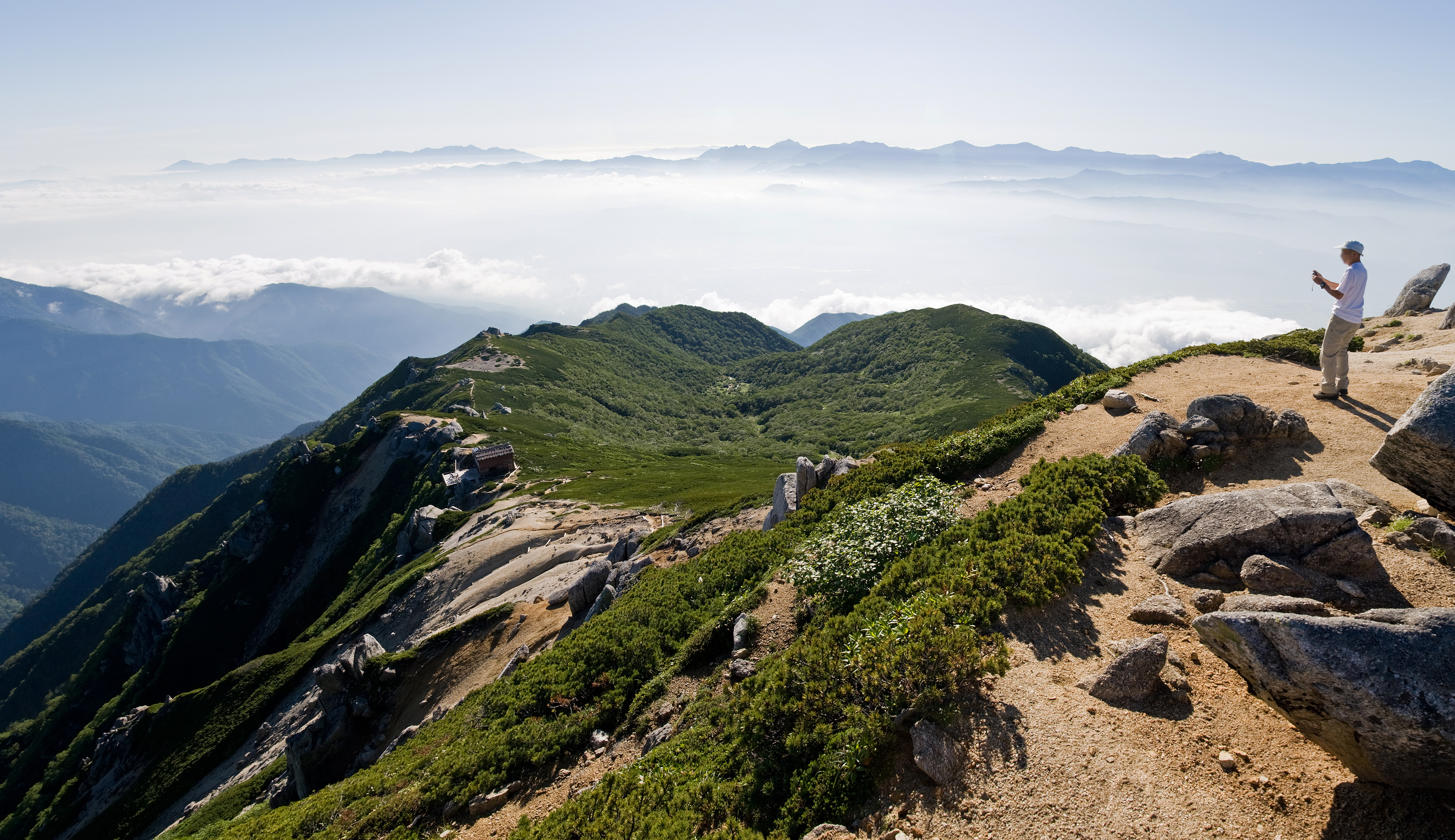
Vue depuis le sommet.